# Тошинский, Георгий Ильич
Гео́ргий Ильи́ч Тоши́нский (род. 8 мая 1928) — советский и российский физик. Доктор технических наук, профессор. Главный научный сотрудник — советник генерального директора ГНЦ РФ — ФЭИ.

## Биография
Родился 8 мая 1928 г. в Ростове-на-Дону в семье врачей. Во время войны — в эвакуации в Фергане. Окончил физико-энергетический факультет Московского энергетического института (1951, его однокурсниками были Борис Громов, Павел Ушаков, Марат Ибрагимов, Михаил Минашин, Борис Буйницкий).
Дипломный проект в МЭИ был посвящён разработке корпусного реактора с водой под давлением для атомной подводной лодки. После окончания МЭИ был направлен на работу в Физико-энергетический институт в Обнинск(тогда — Лаборатория «В»), где принимал участие в разработке реакторов, охлаждаемых свинцово-висмутовым теплоносителем, предназначенных для атомных подводных лодок. После смерти А. И. Лейпунского и Б. Ф. Громова возглавил в ФЭИ это направление. Оснащённая таким реактором атомная подводная лодка проекта 705 была внесена в книгу рекордов Гиннесса, как самая высокоскоростная и манёвренная среди лодок подобного класса.
В 1990-е годы занялся вопросами гражданского применения реакторов, охлаждаемых сплавом свинца и висмута. Наиболее продвинутым проектом в этой области стал проект реактора четвёртого поколения СВБР-100 — «Свинцово-висмутовый быстрый реактор» малой мощности 100 мегаватт модульного типа для региональной энергетики, который может также использоваться для опреснения воды, как замещающий мощности при реновации АЭС ВВЭР, реакторы которых исчерпали срок службы, в составе плавучей АЭС и в виде АТЭЦ. Пилотный энергоблок с реактором данного типа, реализуемый ОАО «АКМЭ-инжинирнг», планируется запустить к 2019 году.
Доктор технических наук, профессор.

### Семья
- Жена:
  - Эльвира Фёдоровна Тошинская
- Сыновья:
  - Владимир Георгиевич Тошинский (род. 1969), живёт в Японии — работает в компании IPJ-Photonics.
  - Илья Георгиевич Тошинский (род. 1977) — российский и американский музыкант, один из лучших сессионных музыкантов, занимающий в американском профессиональном рейтинге — списке «А» первое место как банджист и второе место как гитарист[1][2]. Участник первого состава группы «Весёлый дилижанс» и группы Bering Strait.[3]
  - Сергей Георгиевич Тошинский (род. 1986) — студент медицинского университета, город Сиракузы, США.

## Заслуги
- Орден Трудового Красного Знамени
- Орден «Знак Почёта»
- Юбилейная медаль «300 лет Российскому флоту»
- Знак «Академик Курчатов I-ой степени»
- Заслуженный деятель науки Российской Федерации
- Победитель обнинского конкурса «Человек года» в номинации «Наука» (2001 и 2007)

### Учебные пособия
- Румянцев Г. Я., Тошинский Г. И. Физика и динамика ядерных реакторов: Учебное пособие / Обнинский институт атомной энергетики, Физико-энергетический факультет. — Обнинск: ИАТЭ, 2006. — 210 с.

### Статьи
- Тошинский Г. И., Калшников А. Г. «Методы расчета выгорания поглотителей в реакторах». Сборник статей «Теория и методы расчета ядерных реакторов», Госатомиздат. Москва, 1962.
- Тошинский Г. И., Булавин П. Е. «Расчет допплеровского температурного коэффициента реактивности на изолированных резонансах для гомогенной среды», Атомная энергия, Том 21, Вып. 1, 1966.
- Тошинский Г. И., Булавин П. Е. «К расчету относительной ценности запаздывающих нейтронов», Атомная энергия, Том 23, Вып. 2, 1967.
- Тошинский Г. И., Калшников А. Г. «О коэффициенте самоэкранирования в решетке пластин», Атомная энергия, Том 24, Вып. 3, 1968.
- Громов Б. Ф., Субботин В. И., Тошинский Г. И. «Применение расплавов эвтектики свинец-висмут и свинца в качестве теплоносителя ЯЭУ». Атомная энергия, Том 73, Вып. 1, июль 1992, Стр. 19-24.
- Г. И. Тошинский, А. А. Уваров, В. В. Бойко. «Оценка нейтронно-физических характеристик быстрого реактора работающего в открытом топливном цикле с подпиткой слабообогащенным или обедненным ураном». 1995, ЯДЕРНАЯ ЭНЕРГЕТИКА (Известия ВУЗов), № 5.
- Громов Б. Ф., Тошинский Г. И. «Технико-экономические показатели АЭС и безопасность», Атомная энергия, Том 78, Вып. 2, 1995.
- Громов Б. Ф., Орлов Ю. И., Тошинский Г. И., Чекунов В. В. «Ядерные энергетические установки с теплоносителем свинец-висмут», Атомная энергия, Том 81, Вып. 5, ноябрь 1996, стр. 340—347.
- Gromov, B.F., Toshinsky, G.I., Stepanov, V.S., Klimov N.N. et al. «Use of Lead Bismuth Coolant in Nuclear Reactors and Accelerator-Driven Systems», Nuclear Engineering and Design, Vol. 173, 1997, pp. 207—217.
- Toshinsky V., Sekimoto H., Toshinsky G. «Multiobjective fuel management optimization for Self-Fuel-Providing LMFBR using genetic algorithms», Ann. Nucl. Energy, 26, 783, 1999.
- Toshinsky V., Sekimoto H., Toshinsky G. «A method to improve multiobjective genetic algorithm optimization of a Self-Fuel-Providing LMFBR by niche induction among nondominated solutions», Ann. Nucl. Energy, 27, 397, 2000.
- E. Greenspan, H. Sekimoto, G. Toshinsky at al. «New Fuel Cycle and Fuel Management Options in Heavy Liquid Metal-Cooled Reactors», NUCLEAR TECHNOLOGY, 2005, Vol. 151, No. 2, p. 177—191
- A.V. Zrodnikov, G.I. Toshinsky, O.G. Komlev at al. «Nuclear Power Development in Market Conditions with use of Multi-Purpose Modular Fast Reactors SVBR-75/100», Nuclear Engineering and Design, 236, 2006, 1490—1502.
- A.V. Zrodnikov, G.I. Toshinsky, O.G. Komlev at al. «Innovative Nuclear Technology Based on Modular Multi-Purpose Lead-Bismuth Cooled Fast Reactors». Progress in Nuclear Energy, Vol. 50, 2008, pp. 170—178.
- Степанов В. С., Тошинский, Г.И., Комлев О. Г. и др. «ИННОВАЦИОННЫЙ ПРОЕКТ РЕАКТОРНОЙ УСТАНОВКИ СВБР-100». Вопросы атомной науки и техники. Серия: Обеспечение безопасности АЭС. Выпуск 24, 2010 г.
- A.V. Zrodnikov, G.I. Toshinsky, O.G. Komlev, V.S. Stepanov, N.N. Klimov. «SVBR-100 module-type fast reactor of the IV generation for regional power industry», Journal of Nuclear Materials, 415 (2011), pp. 237—244.
- A.V. Zrodnikov, G.I. Toshinsky, O.G. Komlev, Melmikov K.G., Novikova N.N. «Fuel cycle for reactor SVBR-100», Journal of Materials Science and Engineering B 1 (2011) 929—937.
- G.I. Toshinsky, O.G. Komlev, Melmikov K.G. «Nuclear power technologies at the stage of sustainable nuclear power development», Journal Progress in Nuclear Energy, 53 (2011), pp. 782—787.
- Тошинский Г. И., Комлев О. Г., Степанов В. С. и др. «СВБР для региональной энергетики», Атомная энергия, Том 111, Вып. 5, ноябрь 2011, стр. 290—293.
- Тошинский Г. И., Комлев О. Г., Тормышев И. В. «Потенциальная энергия теплоносителя и безопасность АЭС», Безопасность ядерных технологий и окружающей среды, № 1, 2012, стр. 38-41.
- G.I. Toshinsky, O.G. Komlev, I.V. Tormyshev, V.V. Petrochenko. «Effect of Potential Energy Stored in Reactor Facility Coolant on NPP Safety and Economic Parameters». World Journal of Nuclear Science and Technology, 2013, Vol. 3, No. 2, 59-64